# Opel Antara
Opel Antara je terenski automobil srednje klase (tzv. crossover SUV) kojeg od jeseni 2006. godine proizvodi njemački Opel. Antara se uglavnom smatra nasljednicom modela Frontera, koji se prestao proizvoditi 2004. godine, iako je, za razliku od tog modela koji je bio čistokrvni terenac, u njezinu slučaju ponajprije riječ o cestovnom vozilu koje izgledom nalikuje na terensko.
Dolazak ovog modela Opel je najavio konceptnim modelom Antara GTC, predstavljenim na frankfurtskoj izložbi automobila IAA u rujnu 2005. Radilo se tada o kompaktnom sportskom terencu s dvojim vratima, no serijska je inačica na tržištu dostupna isključivo u izvedbi s četverim vratima. U serijsku inačicu Antare trenutačno se ugrađuju dva benzinska i jedan Dieselov motor. Ponuda benzinaca sastoji se od 2,4-litrenog četverocilindarskog motora sa 142 konjske snage i 3,2-litrenog V6 motora s 225 konjskih snaga, dok je jedini dizelaš u ponudi 2-litreni četverocilindarski motor koji uz pomoć turbo punjača razvija 150 konjskih snaga. Oba benzinska motora proizvod su General Motorsove australske podružnice Holden, dok je Dieselov motor razvila talijanska tvrtka VM Motori. Model opremljen Dieselovim motorom i onaj opremljen slabijim od dva benzinska motora serijski se opremaju peterostupanjskim ručnim mjenjačem, dok model opremljen snažnijim benzinskim motorom u serijskoj opremi sadrži peterostupanjski automatski mjenjač, koji je kao dodatnu opremu moguće naručiti i kod modela opremljenog Dieselovim motorom.
Opel Antara je usko povezana s modelom Chevrolet Captiva, kojeg u Južnoj Koreji proizvodi tamošnja General Motorsova podružnica GM Daewoo. Antara se gradi na GM-ovoj Theta platformi, koju osim Chevrolet Captive koristi i nekoliko gotovo identičnih modela terenaca srednje klase koje ovaj koncern prodaje na američkom tržištu. Automobil je dug 457 cm, širok 185 cm i visok 170 cm, a teži otprilike 1.800 kilograma.
Osim pod značkom Opela, Antara se prodaje i pod značkama Vauxhalla u Velikoj Britaniji te Holdena u Australiji, gdje nosi naziv Captiva MaXX, a od jeseni 2007. se pod nazivom Saturn VUE prodaje i na sjevernoameričkom tržištu.

## Galerija
- Opel Antara GTC koncept
- Opel Antara GTC koncept
- Opel Antara
- Srebrna Antara
- Stražnji kraj Antare
- Holden CG Captiva MaXX
- Saturn Vue
- Presjek Saturn Vue Greenline hibrida

## Vanjske poveznice
- Službena stranica  Arhivirana inačica izvorne stranice od 2. veljače 2009. (Wayback Machine) (hrv.)

### Ostali projekti
|  | Zajednički poslužitelj ima još gradiva o temi Opel Antara |